# Lillebonne

Lillebonne este o comună în departamentul Seine-Maritime, Franța. În 1 ianuarie 2022 avea o populație de 8.708 de locuitori.

## Personalități născute aici
- Annie Ernaux (n. 1940), scriitoare, Premiul Nobel pentru Literatură.